# Просіка (Чернівецький район)
Про́сіка — село в Сучевенській сільській громаді Чернівецького району Чернівецької області в Україні.

## Історія
24 серпня 1991 року село Просіка входить до складу незалежної України.

## Населення

### Мова
Розподіл населення за рідною мовою за даними перепису 2001 року:
| Мова       | Кількість | Відсоток |
| ---------- | --------- | -------- |
| румунська  | 635       | 92.97%   |
| українська | 41        | 6.00%    |
| російська  | 4         | 0.59%    |
| польська   | 2         | 0.29%    |
| білоруська | 1         | 0.15%    |
| Усього     | 683       | 100%     |

## Відомі особистості
В поселенні народився:
- Зегря Руслан Олексійович (* 1976) — український військовик, учасник російсько-української війни.

## Світлини

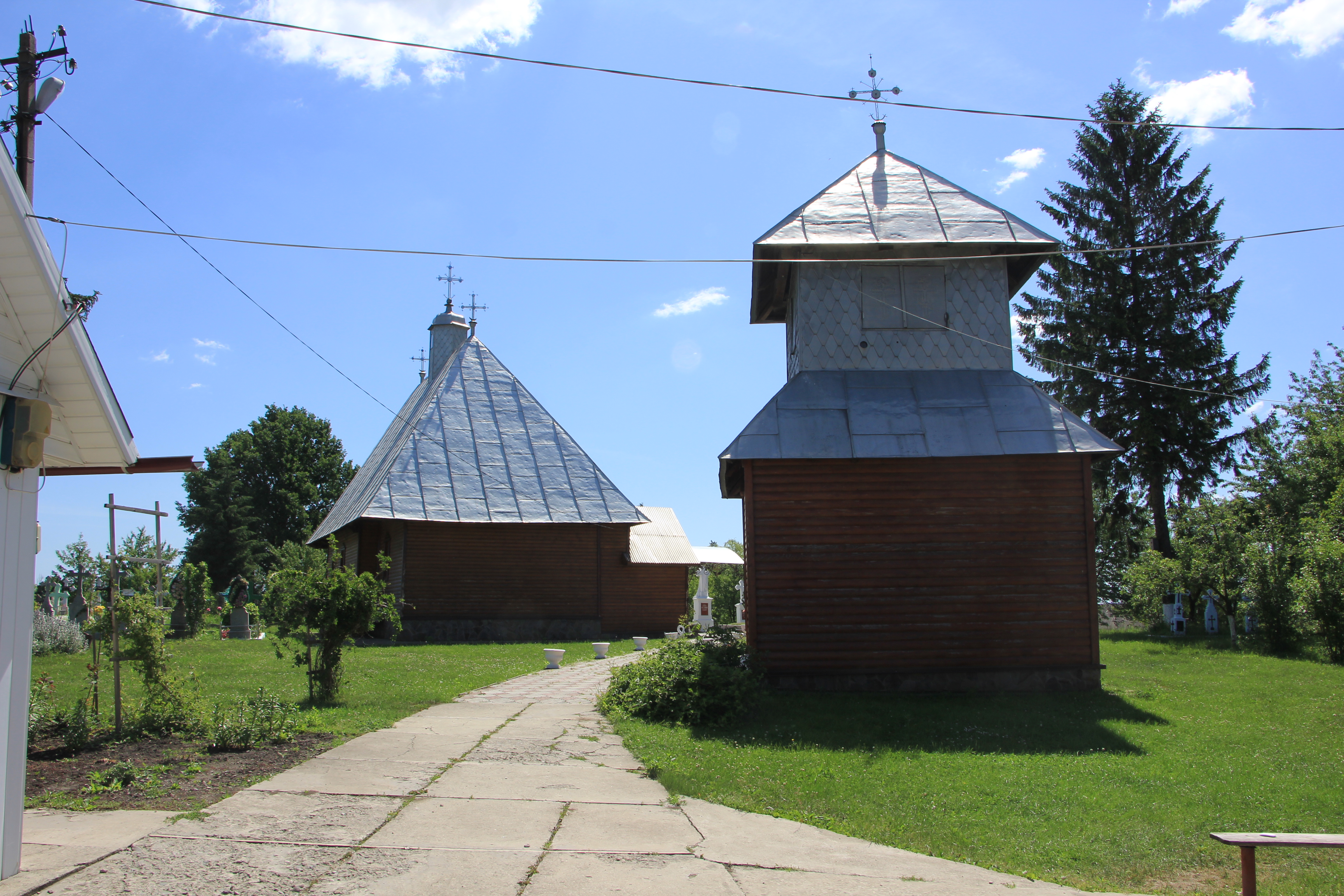
Дерев'яна церква Св. Івана Богослова ХІХ ст.  с. Просіка
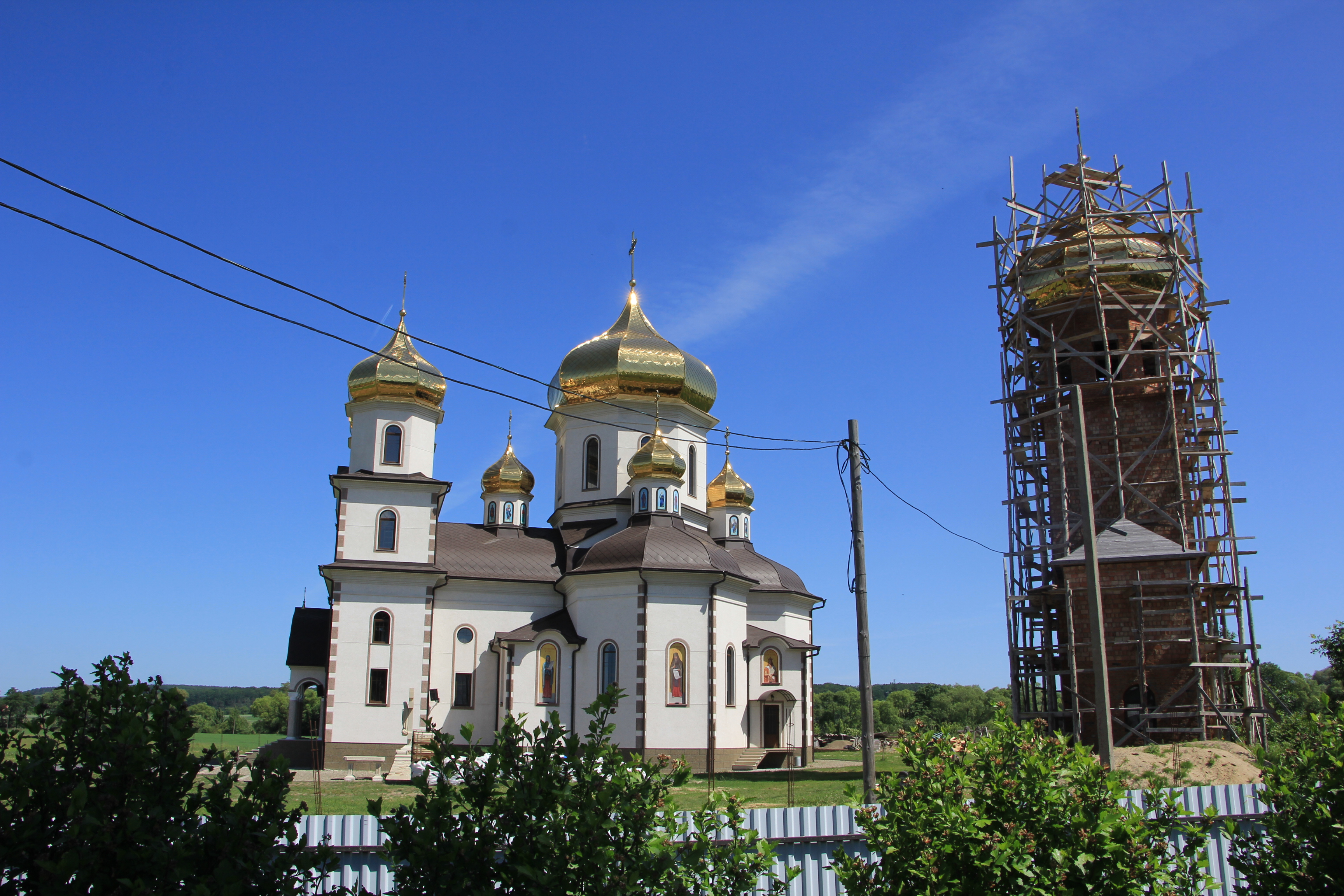
Новий мурований храм біля дерев'яної церкви Св. Івана Богослова ХІХ ст.  с. Просіка
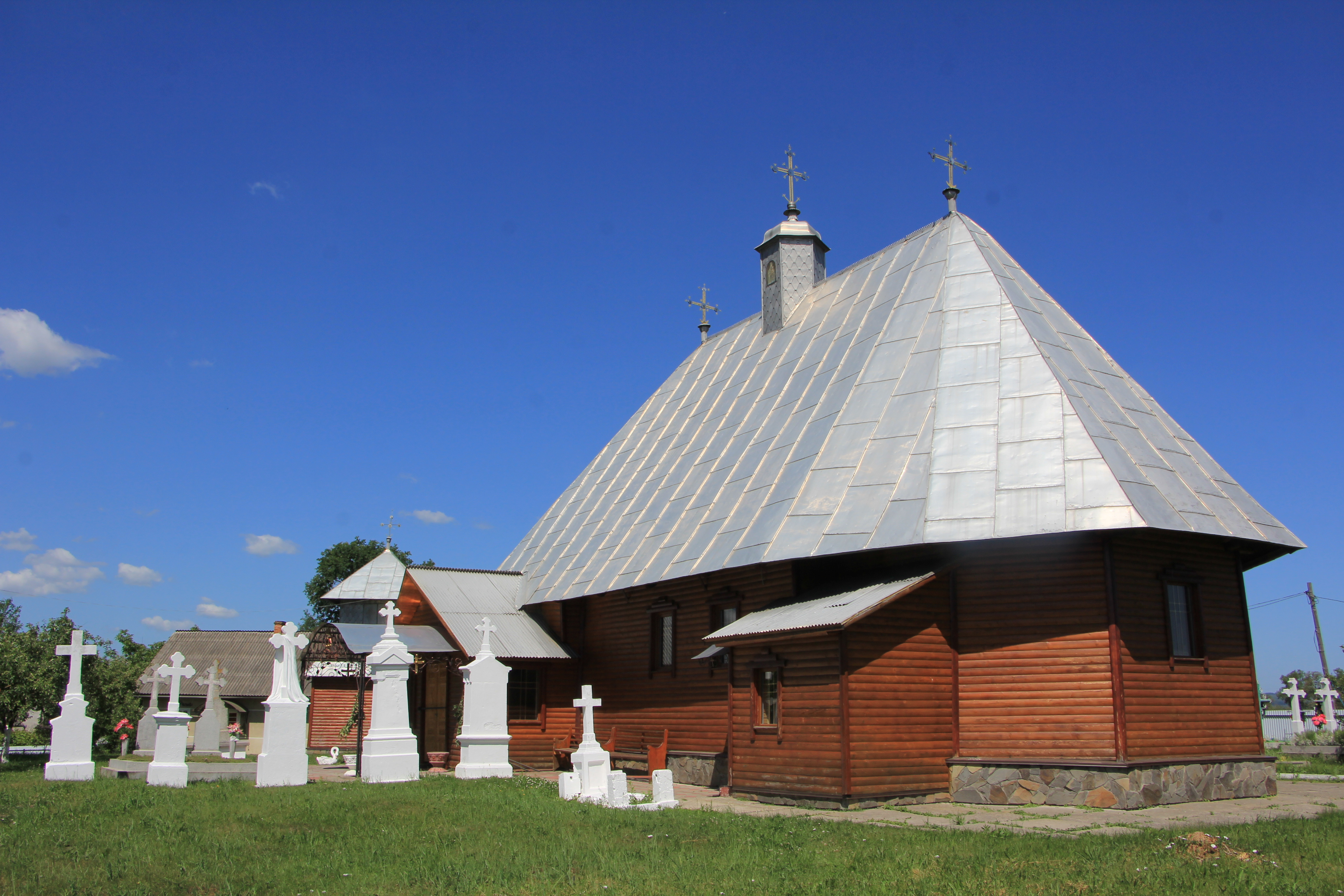
Дерев'яна церква Св. Івана Богослова ХІХ ст.  с. Просіка